# Drosophila incompta
Drosophila incompta är en tvåvingeart som beskrevs av Wheeler och Hajimu Takada 1962. Drosophila incompta ingår i släktet Drosophila och familjen daggflugor.
Artens utbredningsområde sträcker sig från Mexiko till Brasilien och inkluderar Västindien.